# Dr Emily Owens
Dr Emily Owens (Emily Owens, M.D.) est une série télévisée américaine en treize épisodes de 42 minutes créée par Jennie Snyder et diffusée entre le 16 octobre 2012 et le 5 février 2013 sur The CW et en simultané sur CTV Two et rediffusé sur MuchMusic au Canada.
En France, la série est diffusée à partir du 6 mars 2014 sur TF6, dès le 24 mars 2014 sur M6 ainsi qu'à partir du 2 août 2014 sur 6ter et depuis le 22 décembre 2014 sur Série Club ; au Québec, à partir du 27 mai 2014 sur Séries+, et en Belgique sur RTL-TVI et Plug RTL. Néanmoins, elle reste inédite dans les autres pays francophones.

## Synopsis
Emily Owens est une interne en chirurgie qui se sent comme une réelle adulte qui peut enfin mettre ses jours de lycée de jeune fille geek avec les pulls trop larges derrière elle. Elle a obtenu un diplôme d'école de médecine et est maintenant une énième interne à Denver Memorial Hospital, où elle aura la chance de travailler avec le célèbre cardiologue Dr Gina Bandari et où, par hasard, Will Collins, celui pour qui elle avait craqué en fac de médecine, est aussi un interne. Alors, pourquoi tout le monde l'avertit que l'hôpital est juste comme le lycée ?
La magnifique et populaire Cassandra Kopelson est également médecin interne à Denver Memorial, et il semble qu’elles soient rivales une fois de plus non seulement en tant qu'internes en chirurgie, mais aussi pour attirer l'attention de Will. Tyra Dupre avertit Emily que la vie au sein de l’hôpital à Denver Memorial n'est que trop familière : les sportifs sont devenus chirurgiens orthopédistes, les filles superficielles sont en chirurgie plastique, les rebelles sont dans les urgences… Cette fois-ci, Emily aura à équilibrer les bouleversements personnels et émotifs de la politique sociale avec les décisions médicales de la vie et de la mort. Emily peut compter sur Tyra et Micah, un résident ringard mais mignon, qui sont ses nouveaux amis. Emily réalise de plus en plus que même si elle peut être une geek, elle peut aussi se développer et devenir un grand médecin.

## Distribution

### Acteurs principaux
- Mamie Gummer (VF : Dorothée Pousseo) : Dr Emily Owens
- Justin Hartley (VF : Martial Le Minoux) : Will Collins
- Aja Naomi King (VF : Fily Keita) : Cassandra Kopelson
- Kelly McCreary (VF : Diane Dassigny) : Tyra Dupre
- Michael Rady (VF : Didier Cherbuy) : Micah Barnes
- Necar Zadegan (VF : Charlotte Marin) : Gina Bandari

### Acteurs récurrents
- Yoshié Bancroft (VF : Bénédicte Rivière) : l'infirmière Sunny (9 épisodes)
- Christine Willes : infirmière des urgences (8 épisodes)
- Harry Lennix (VF : Thierry Desroses) : Tim Dupre (6 épisodes)
- Catherine Barroll (VF : Marie-Martine) : Joyce Barnes (6 épisodes)
- Mark Ghanimé (VF : Cyril Aubin) : Dr Jamie Albagetti (6 épisodes)
- Brittany Ishibashi (VF : Julie Turin) : Dr Kelly Hamata (5 épisodes)
- Michelle Harrison : Jessica (4 épisodes)
- Eli Goree : Intern Bomount (4 épisodes)

### Invités
- Laci J. Mailey (VF : Margaux Laplace) : Kylie (épisodes 2, 3 et 9)
- Jeananne Goossen (VF : Sandra Valentin) : Molly (épisodes 8, 10 et 11)
- D.B. Woodside (VF : Serge Faliu) : Evan Hammond (épisodes 9 à 11)
- Samantha Ferris : Marian Camphill (épisode 9)
- J. R. Ramirez (VF : Damien Boisseau) : Dr A.J. Aquino (épisodes 10 à 12)
Version française
  - Société de doublage : Libra Films[8],[9]
  - Direction artistique : Blanche Ravalec[8],[9]
  - Adaptation des dialogues : Vanessa Azoulay, Claire Impens et Émilie Pannetier[9]

 Source et légende : version française (VF) sur RS Doublage et Doublage Séries Database

## Production

### Développement
Un pilote de la série First Cut a été commandée le 24 janvier 2012 par la CW.
Le 11 mai 2012, une saison de treize épisodes a été commandée par la CW, qui annonce six jours plus tard lors des Upfronts qu'elle sera diffusée à l'automne, sous son titre actuel.
Le 22 octobre 2012, The CW a commandé trois scripts additionnels. La série est malgré tout annulée le 28 novembre, mais la totalité des treize épisodes seront diffusés.

### Casting
Les rôles ont été attribués dans cet ordre : Michael Rady et Kelly McCreary, Justin Hartley et Aja Naomi King, Mamie Gummer, Necar Zadegan et Jack Coleman.
Parmi les invités annoncés durant la production : Samantha Ferris, J. R. Ramirez et D.B. Woodside.

### Tournage
L'histoire se déroule à Denver au Colorado mais elle est tournée à Vancouver en Colombie-Britannique au Canada.

### Fiche technique
- Titre original : Emily Owens, M.D
- Titre français et québécois : Dr Emily Owens[3]
- Création : Jennie Snyder
- Réalisation : Bharat Nalluri
- Scénario : Jennie Snyder
- Direction artistique : Cherie Kroll
- Décors : James Philpott
- Costumes : Angelina Kekich
- Photographie :
- Montage :
- Musique : transcenders
- Casting : Bruce H. Newberg, Heike Brandstatter et Coreen Mayrs
- Production : Dan Jinks et Jennie Snyder
- Sociétés de production : CBS Television Studios
- Sociétés de distribution (télévision) : The CW Television Network (États-Unis)
- Budget :
- Pays d'origine :  États-Unis
- Langue originale : anglais
- Format : couleur - 35 mm - 1,78:1 - son Dolby Digital
- Genre : Drame
- Durée : 42 minutes

 Sauf indication contraire, les informations mentionnées dans cette section peuvent être confirmées par la base de données cinématographiques IMDb,  présente dans la section « Liens externes ».

### Diffusion internationale
En version originale
- États-Unis : 16 octobre 2012 sur The CW
- Canada : 16 octobre 2012 sur CTV Two, puis le 22 octobre 2012 sur MuchMusic
- Royaume-Uni : indéterminée

En version française
- France : 6 mars 2014 sur TF6[3]
- Belgique : date indéterminée sur RTL-TVI
- Suisse : indéterminée
- Québec : 27 mai 2014 sur Séries+

## Épisodes
1. À cœur ouvert (Pilot)
2. Déclaration sous assistance respiratoire (Emily and… the Alan Zolman Incident)
3. Maladie d'amour (Emily and… the Outbreak)
4. Dommages collatéraux (Emily and… the Predator)
5. Petits arrangements entre amis (Emily and… the Tell-Tale Heart)
6. Crise de foi (Emily and… the Question of Faith)
7. Le Bon, la brute et le médecin (Emily and… the Good and the Bad)
8. L'Embarras du choix (Emily and… the Car and the Cards)
9. L'Habit ne fait pas le moine (Emily and… the Love of Larping)
10. Opération séduction (Emily and… the Social Experiment)
11. Réactions alchimiques (Emily and… the Teapot)
12. Pères et impairs (Emily and… the Perfect Storn)
13. Le Grand Saut (Emily and… the Leap)